# جينيفر ريتشسن
جينفير أ. ريتشسن (بالإنجليزية: Jennifer A. Richeson) عالمة نفس اجتماع أمريكية، تدرس الهُويّة العِرقيّة والتفاعلات بين الأجناس. حاصلة على درجة أستاذية فيليب آر. ألين في علم النفس وتعمل حاليًا في جامعة ييل وترأست مختبر الإدراك الاجتماعي والتواصل. وقبل تعيينها في جامعة ييل كانت أستاذة علم النفس والدراسات الأفريقية – الأمريكية في جامعة نورث وسترن. انتُخِبَت في عام 2015 عضوةً في الأكاديمية الوطنية الأمريكية للعلوم.

## حياتها المبكرة
نشأت ريتشسن في منطقة من الطبقة الوسطى ذات غالبية بيضاء في بالتيمور بولاية ماريلاند، وهي ابنة رجل أعمال ومدير مدرسة. وصفت نفسها خلال طفولتها بأنّها طالبة لا مبالية وتنجز الأشياء بأقل من المتوقع لكنها تفتّحت بعد انتقالها إلى مدارس تضم مجموعة متنوعة من الطلاب. وذكرت أنّ مثل هذه التجارب مُهمّة في تطوير اهتمامها بالهويّة والتفاعلات بين الأعراق.

## التعليم
أنهت ريتشسن البكالوريوس في علم النفس في جامعة براون وحصلت على الدكتوراه في علم النفس الاجتماعي من جامعة هارفارد في عام 2000. كانت عضوةً في مركز الدراسات المقارنة بجامعة ستانفورد في موضوع العِرْق والمجموعات الإثنية.

## حياتها المهنية
عُيّنَت ريتشسن أستاذة مساعدة في علم النفس في كلية دارتموث في هانوفر، نيو هامبشاير في عام 2000. وفي عام 2005 انتقلت إلى جامعة نورث وسترن في إيفانستون، إلينوي حيث شغلت عدّة مناصب في أقسام علم النفس والدراسات الأفريقية الأمريكية وكانت زميلة في هيئة التدريس في معهد البحوث السياسية ومركز التباينات الاجتماعية والصحة. التحقت بالكلية في جامعة ييل في عام 2016، حيث حصلت على درجة أستاذية فيليب آر. ألين في علم النفس وعُيّنَت رئيسة مختبر الإدراك الاجتماعي والتواصل.
حصلت ريتشسن في عام 2006 على منحة زمالة ماك آرثر، والمعروفة أيضًا باسم «منحة العباقرة»، عن عملها في دراسة التفاعلات بين الأعراق.  وحصلت أيضًا على منحة زمالة غوغنهايم في أبريل/نيسان 2015. وفي وقتٍ لاحق من نفس الشهر، انتُخِبَت عضوة في الأكاديمية الوطنية الأمريكية للعلوم، وكانت واحدةً من إثنين فقط من الأعضاء السود الجدد وفقًا لمجلة الطلاب السود في التعليم العالي.

## الأبحاث
ركز بحث ريتشسن على «كيفية تأثير أعضاء المجموعة الاجتماعية مثل العِرق والجنس على الطريقة التي يفكر بها الناس ويشعرون بها ويتصرفون بها.» تشمل المشاريع الجارية حاليًا في مجموعتها البحثية قياس المعرفة والتنظيم الذاتي خلال التفاعلات بين الأعراق، وآثار التحيز العِرقي على حالة الصحة العقلية للأقليّات، وتحديات الانتقال إلى ثقافة جديدة سائدة بالنسبة لعضو في مجموعة من الأقليات، والطرق التي تدرك بها تفاعلات التهديد مع العِرق، ولا سيما بالنسبة للرجال السود.
استخدمت ريتشسن في بحثها دراسات التصوير العصبي بالرنين المغناطيسي الوظيفي FRMI. ووُصِفَ عملها في هذا المجال بأنّه متطوّر ويتخطى الاستخدامات الوصفيّة للتصوير لاختبار الفرضيات الحقيقية. تصف العديد من أوراقها الأكثر تأثيرًا النتائج المستندة إلى التصوير بالرنين المغناطيسي الوظيفي والمتعلقة بزيادة الوظائف التنفيذية الذي تُبذَل خلال التفاعلات بين الأعراق من قبل الأشخاص البيض الذين تشير نتائج اختبار التداعيات الضمنية إلى التحيز العِرقي.actions|journal=Nature Neuroscience|date=December 2003|volume=6|issue=12|pages=1241–1243|doi=10.1038/nn1203-1241}}</ref> انتشر في وسائل الإعلام على نطاق واسع عن عمل ريتشسن الأخير حول تأثير الديموغرافيا على المواقف السياسية - حيث كشفت الدراسات التي أُجريَت على الأميركيين البيض المستقلين سياسيًا عن المواقف السياسية المحافظة المتزايدة مع زيادة الوعي بتناقص المشاركة السياسية للسكان البيض.
كما نشرت ريتشسن بعض من أفكارها والتعقيبات في وسائل الإعلام المُهمّة حول مواضيع مُتعلّقة بالعِرق.